# Bruno Klaus

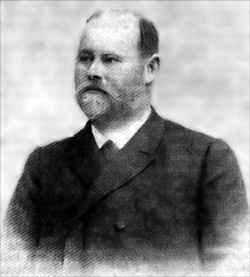
Bruno Klaus um 1900

Anton Bruno Klaus (* 15. Oktober 1848 in Ottenbach; † 9. Oktober 1915 in Schwäbisch Gmünd) war ein deutscher Lehrer, Heimatforscher und Landtagsabgeordneter.

## Leben

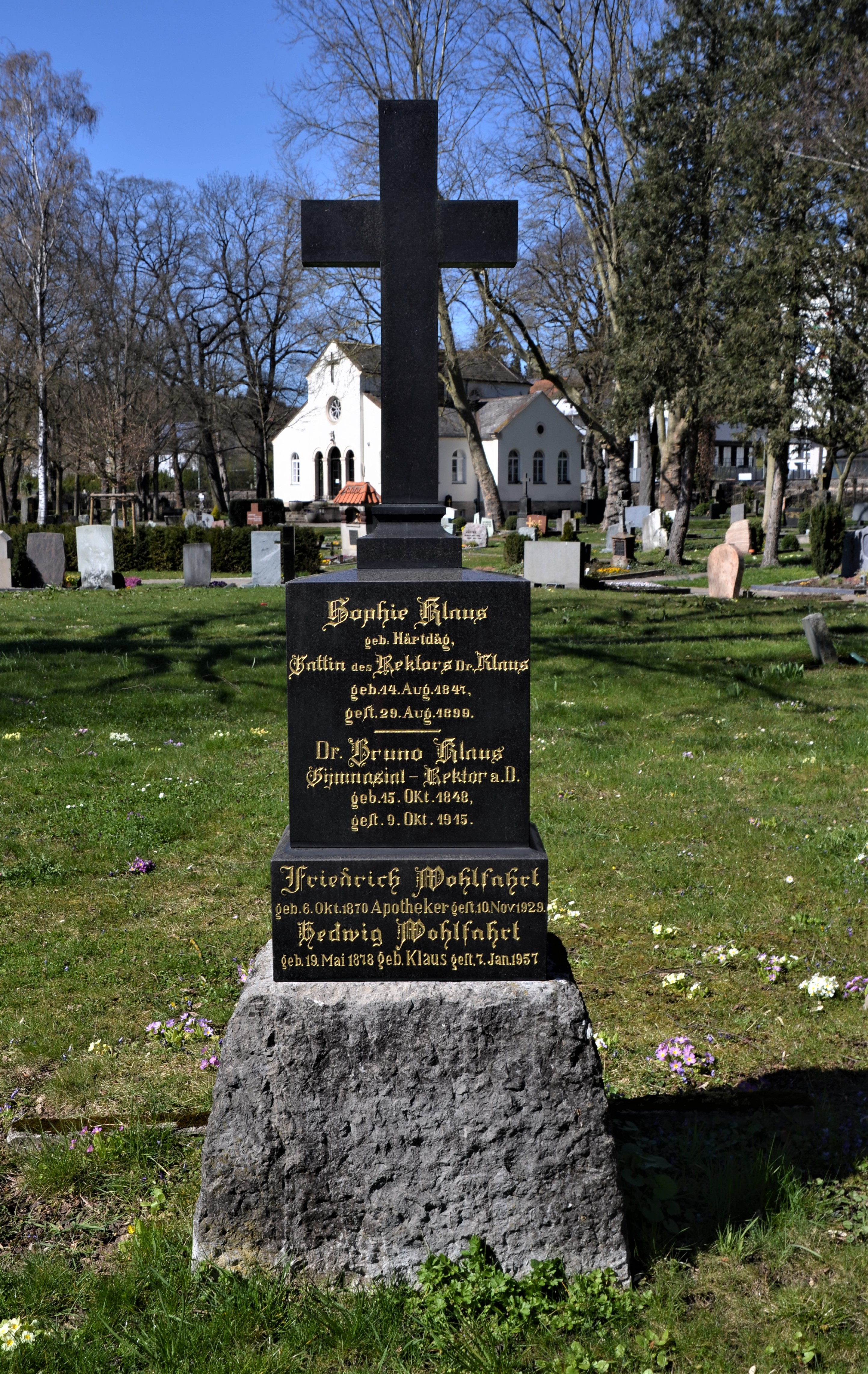
Familiengrab auf dem Leonhardsfriedhof in Schwäbisch Gmünd (2020)

Bruno Klaus war der zweite von drei Söhnen des katholischen Volksschullehrers Anton Klaus (7. November 1815–11. November 1886), der sich 1852 nach Straßdorf (heute ein Stadtteil von Schwäbisch Gmünd) versetzen ließ, und dessen Frau Anna Maria Kaufmann (27. Dezember 1812–22. November 1859). Bruno Klaus besuchte in Straßdorf die Volksschule und anschließend für drei Jahre die Lateinschule in Gmünd. Ab 1863 war er Schüler am Königlich Württembergischem Gymnasium in Rottweil. Nach einem Theologiestudium in Tübingen entschied er sich für eine Lehrerlaufbahn. Seit 1870 war er bis zum Ruhestand (1912) volle 42 Jahre als Gymnasiallehrer in Schwäbisch Gmünd tätig.
1871 promovierte Klaus in Philosophie, 1874 schloss er das Professoratsexamen mit Bestnote ab. 1876 wurde ihm die Leitung des Reallyzeums übertragen, das 1896 dank seines Einsatzes zum Realgymnasium wurde. 1904 konnte er den noch heute stehenden Neubau einweihen (heute Parler-Gymnasium).
Nach dem Tod des Abgeordneten Johann Nepomuk Miller 1883 vertrat er von 1884 bis 1896 den Bezirk Gmünd im württembergischen Landtag, zunächst für die Landespartei, 1895 trat er dem neugegründeten Landesverband des Zentrums bei. Nachdem Klaus bereits 1896 die Stichwahl gegen den Ottenbacher Pfarrer Alfons Schwarz verloren hatte, zog er sich 1900 nach der Wahlniederlage in der Stichwahl gegen Alfred Rembold endgültig von der Politik zurück.
Klaus war außerdem Ehrenmitglied im Liederkranz, des Katholischen Gesellenvereins, des Veteranenvereins und Vorstand der Privaten Höheren Töchterschule.
Klaus war mit der evangelischen Straßdorferin Sophie Härdtäg (1847–1899) verheiratet. Der Ehe entstammten vier Söhne und eine Tochter.
Klaus litt an einem chronischen Herzleiden und den Folgen eines Schlaganfalls, die zu seinem Tod im Alter von knapp 67 Jahren führten. Am 12. Oktober 1915 wurde der drei Tage zuvor Verstorbene unter großer Anteilnahme der Bevölkerung auf dem Leonhardsfriedhof beigesetzt.
Sein Enkel Julius Klaus war von 1957 bis 1965 Oberbürgermeister der Stadt Schwäbisch Gmünd.

## Werk
Klaus verfasste zahlreiche, teilweise umfangreiche Aufsätze zur Stadtgeschichte von Schwäbisch Gmünd, die aufgrund ihrer Quellennähe Anerkennung fanden. 

## Ehrungen
Am 18. September 1901 verlieh ihm die Stadt Schwäbisch Gmünd, „für 25jährige Tätigkeit als Rektor des früheren Reallyzeums und späteren Realgymnasiums und in Anerkennung seiner Verdienste um die Erforschung der Stadtgeschichte“, die Ehrenbürgerschaft.
Bereits 1889 wurde Klaus beim 25-jährigen Regierungsjubiläum von König Karl mit der Jubiläumsmedaille ausgezeichnet. 1900 erhielt er das Ritterkreuz 1. Klasse des Friedrichs-Ordens und 1910 das Ritterkreuz der Württembergischen Krone.
Durch Beschluss des Gemeinderats Schwäbisch Gmünd wurde 1958 die Olgastraße in Rektor-Klaus-Straße umbenannt, um „Ehrenbürger Rektor Dr. Bruno Klaus [zu ehren], der um die Jahrhundertwende die Entwicklung der Gmünder Höheren Schulen sowie das Gewerbeschulwesen förderte, und als Abgeordneter über den lokalen Bezirk hinaus segensreich wirkte“.